# Foro Internacional de Tokio

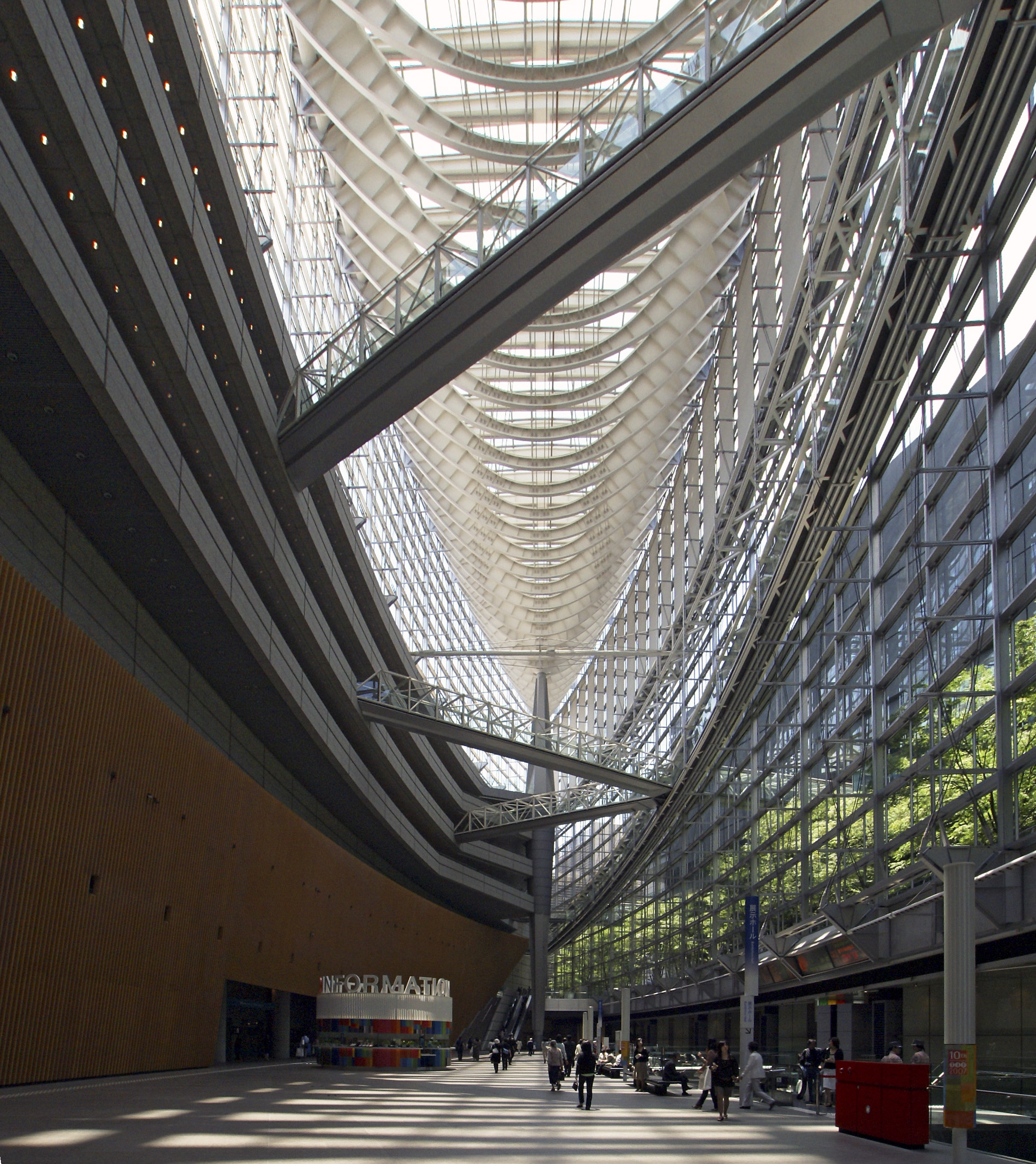
Interior del Foro Internacional de Tokio

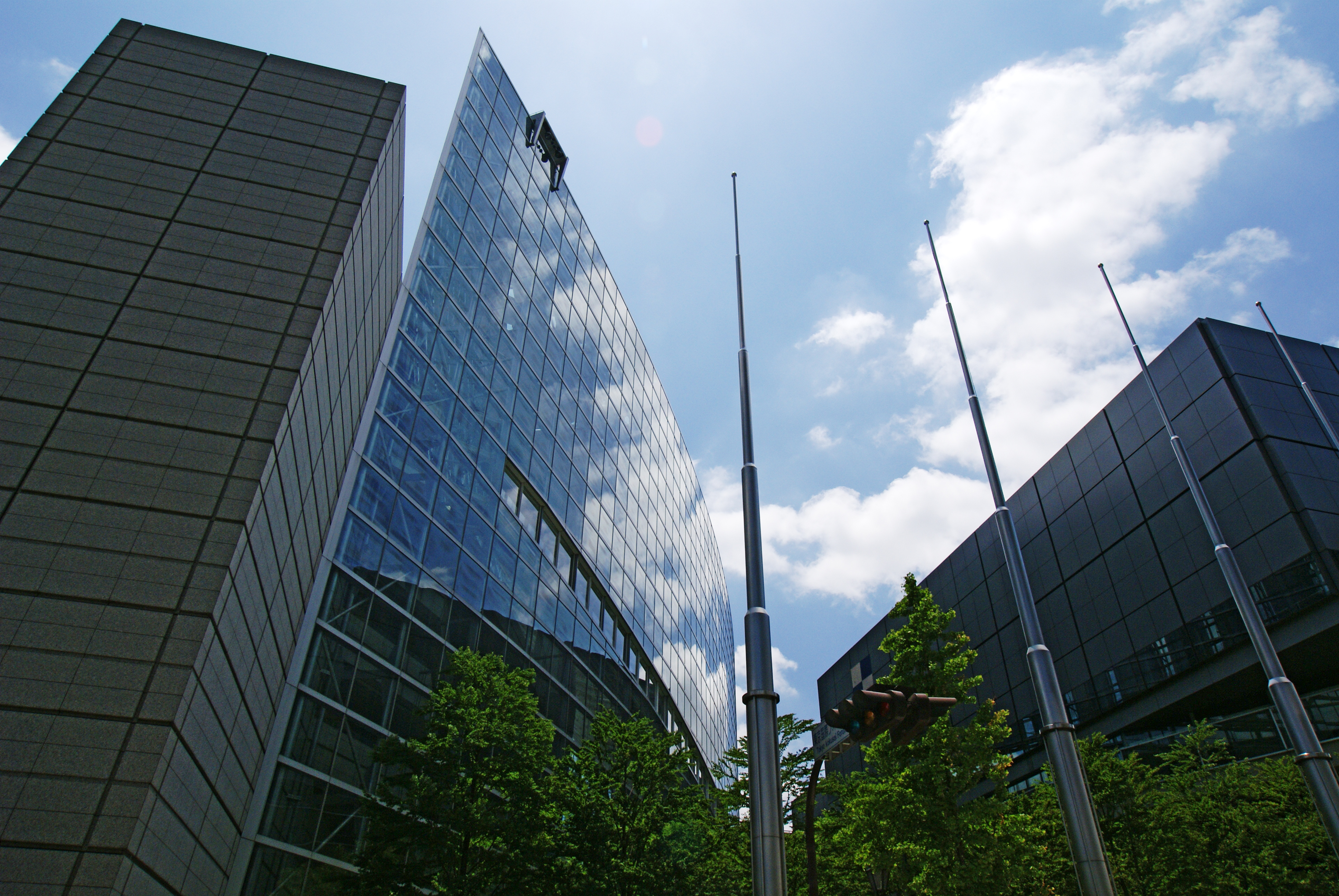
Exterior del Foro Internacional de Tokio

El Foro Internacional de Tokio (東京国際フォーラム Tōkyō Kokusai Fōramu?), conocido en inglés como Tokyo International Forum, es una sala de exposiciones, conciertos y conferencias en Tokio, Japón. Una de sus salas tiene capacidad para 5000 personas. Posee otras siete salas, en las cuales puede encontrarse: espacio de exposiciones, restaurantes, tiendas y otros servicios. Fue diseñado por el arquitecto uruguayo Rafael Viñoly, y completado en 1996. Destaca por el uso de cristales y vigas de acero con pronunciadas curvas; el exterior, el techo y la planta presentan la forma de una embarcación alargada. Ubicado entre la estación de Tokio y la de Yūrakuchō, se levanta donde antes estaba el gobierno metropolitano de la ciudad.
Ha servido como sede de numerosos eventos, como el congreso de la Unión Internacional de Arquitectos en 2011.